# 伯格鎮區 (北達科他州迪瓦德縣)
伯格鎮區（英語：Burg Township）是位於美國北達科他州迪瓦德縣的一個鎮區。

## 地方資料
伯格鎮區的面積為92.28平方千米，當中陸地面積為1.20平方千米，而水域面積為24平方千米。根據2020年美國人口普查的數據，當地共有人口500人，而人口密度為每平方千米5.42人。